# Carlo Martino Carlone
Carlo Martino Carlone (* um 1616 in  Scaria; † 13. April 1667 in Wien) war ein lombardischer Baumeister und Architekt.

## Leben
Carlo Martino Carlone stammte aus der Künstlerfamilie Carlone. Er hatte zwei ältere Geschwister, Domenico und Silvestro. Im Jahr 1644 ist Carlones Aufenthalt in Wien belegt; vermutlich kam er aber bereits früher. Er trug in Wien den Titel Baumeister der Kaiserin-Witwe. Der „Titel“ bezieht sich auf Eleonora, die Gattin Kaiser Ferdinands III.
Carlone arbeitete eng mit seinem Onkel Giovanni Battista Carlone zusammen. Nach dessen Tod übernahm er sein Büro und heiratete dessen Witwe Elisabeth.
Kurz vor seinem Tod im Jahr 1667 heiratete er als Witwer die Tochter des Mathematikers Riolli.

## Werke
- Schloss Esterházy in Eisenstadt:

Bei diesem Bau ist er federführend in der Barockisierung der ehemals gotischen Wasserburg
- Servitenkirche Mariä Verkündigung in Wien:

Carlone dürfte in diesem Fall der ausführende Bauleiter gewesen sein.
- Schloss Petronell:

Bei diesem Schloss hatte er gemeinsam mit Domenico Carlone die Bauarbeiten über.
- Hofburg:

Carlone errichtete gemeinsam mit Domenico Carlone die Hofburg#Amalienburg und den Leopoldinischen Trakt in den Jahren 1660/1666, der aber bereits 1668 durch einen Brand zerstört wurde.

## Bilder

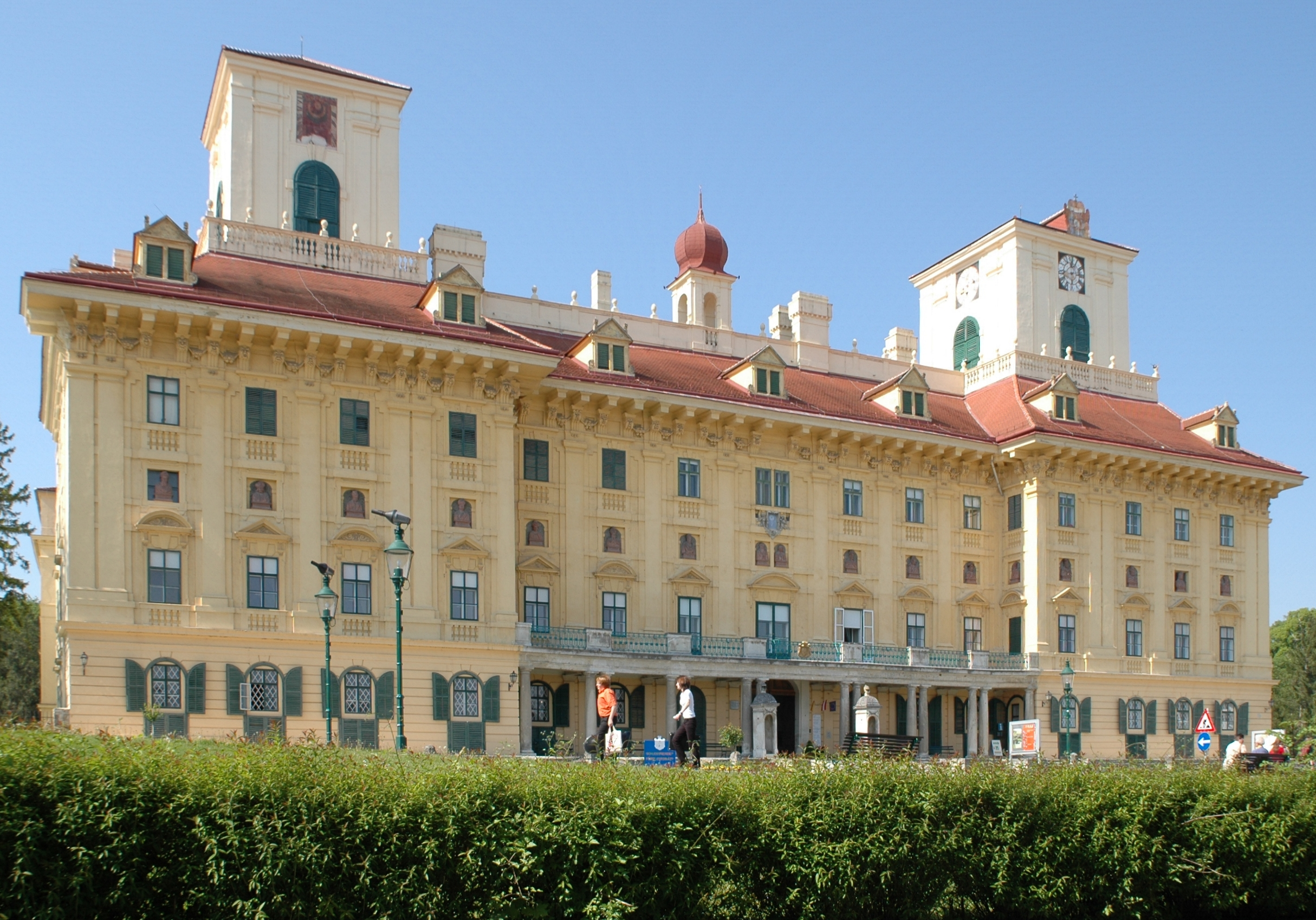
Schloss Esterházy in Eisenstadt
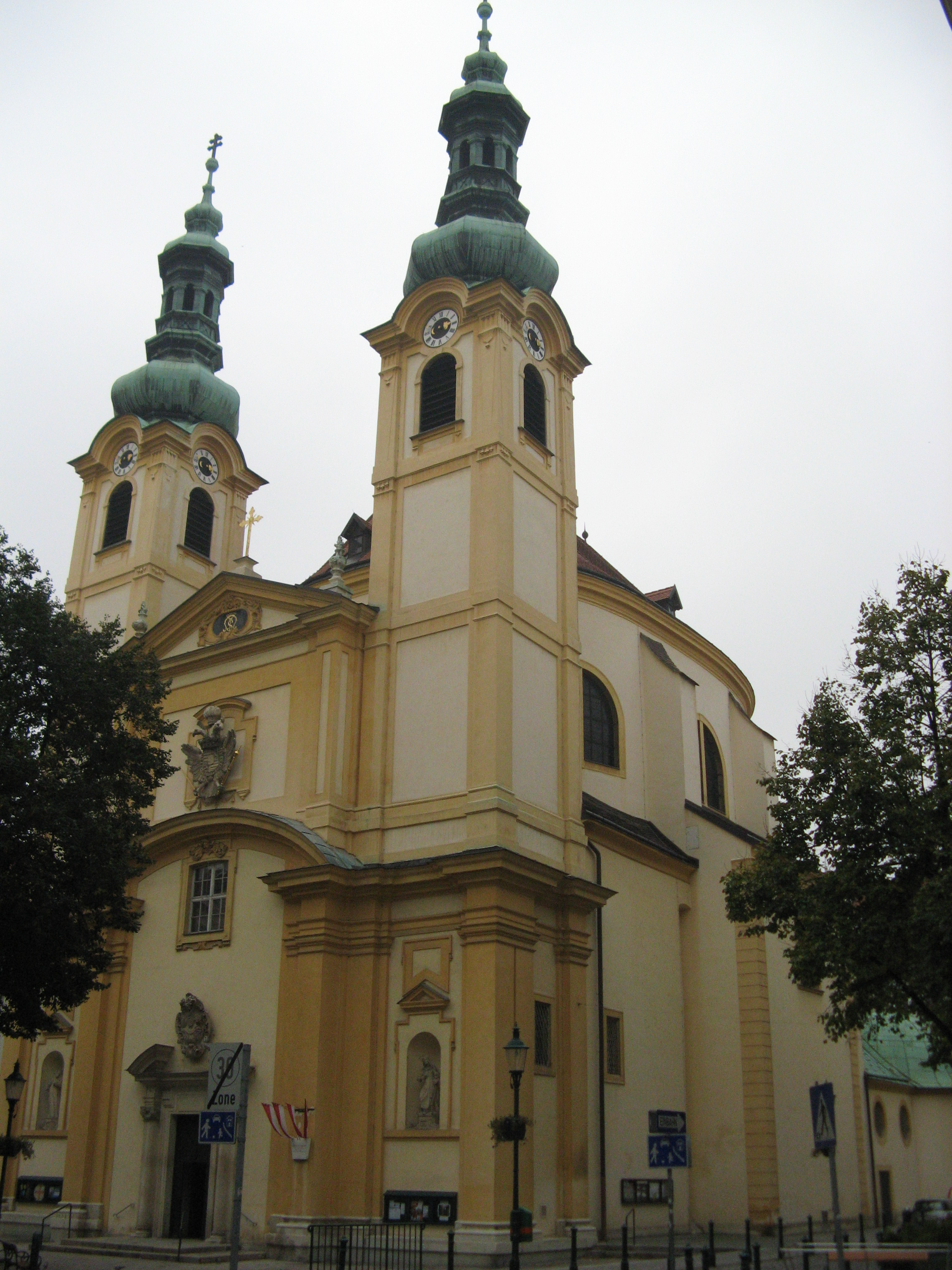
Servitenkirche in Wien
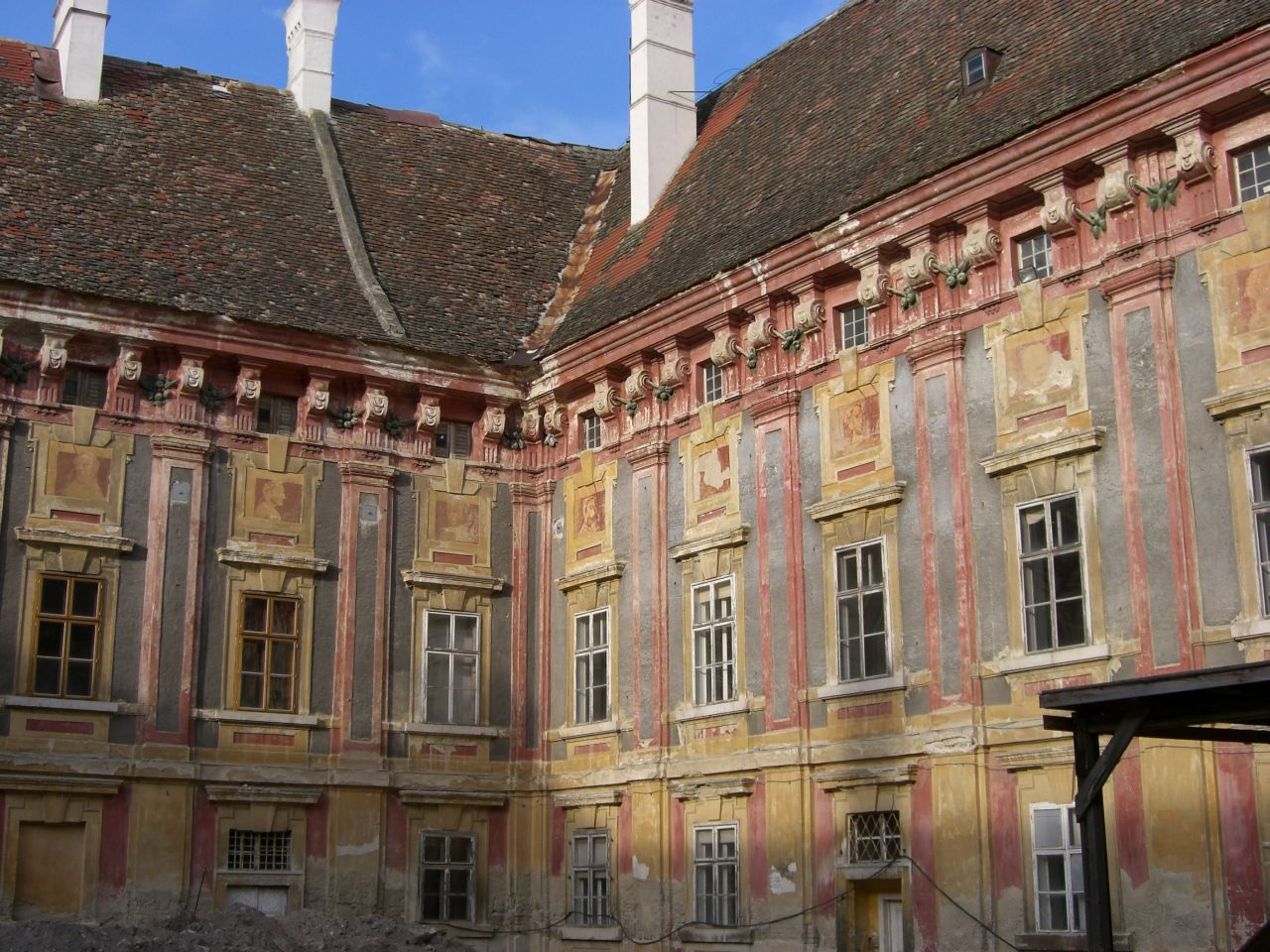
Innenhof des Schlosses Petronell
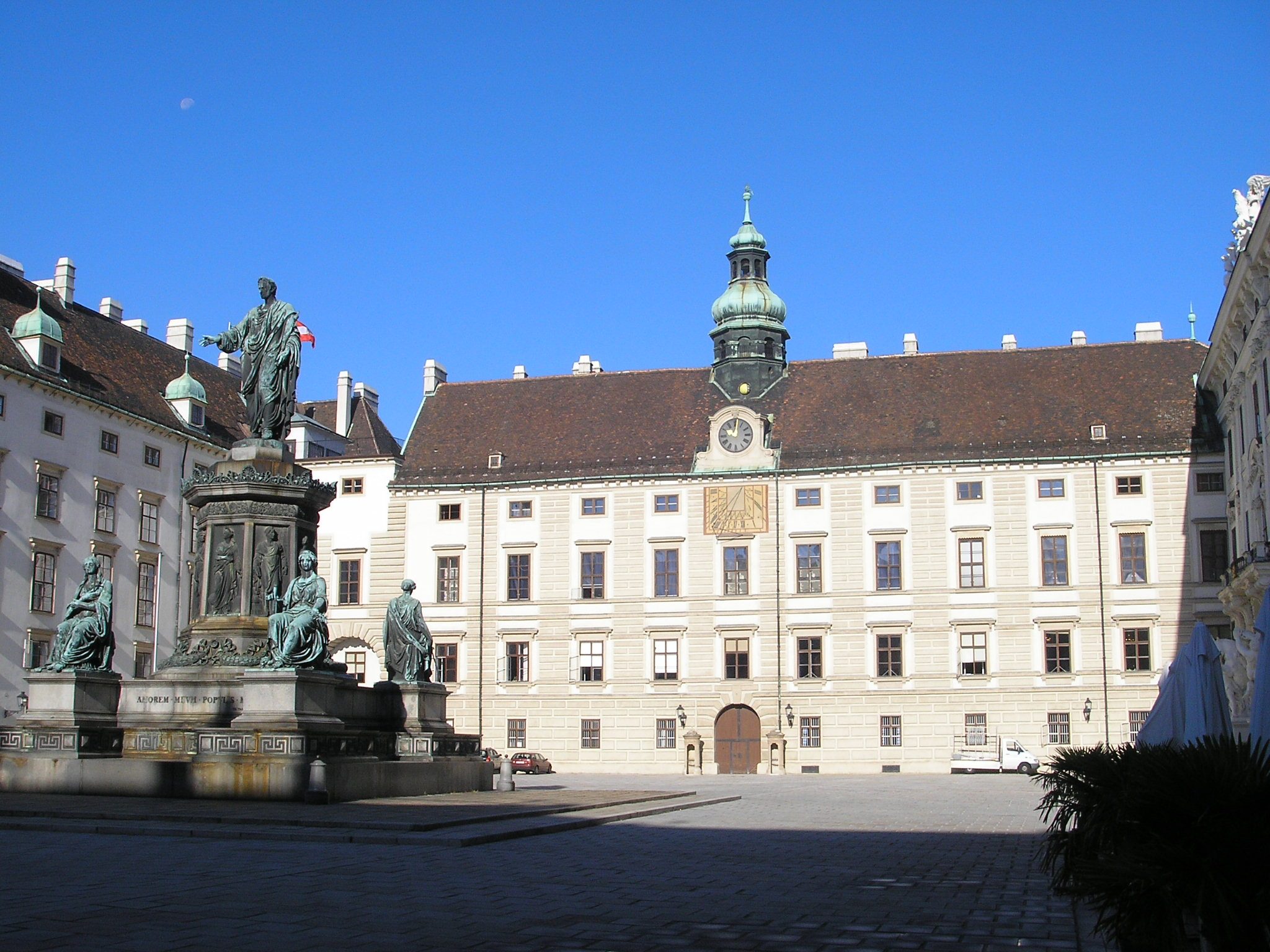
Amalienburg in der Wiener Hofburg